# دریاچه حوض خان
دریاچه حوض خان (ترکمنی: Hanhowuz suw howdany، خان‌حوْوض سۇو هوْودانؽ) یک دریاچه مخزنی در جنوب شرقی ترکمنستان است. به آن خان‌حوض هم گفته‌اند.